# Bakó Béla (labdarúgó)
Bakó Béla, (Szeged, 1928. november 19. – Budapest, 1992. december 23.) válogatott labdarúgó, kapus, edző.

## Pályafutása

### Klubcsapatban
1945 októberében mutatkozott be a Szegedben az NB I-ben. 1948 nyarán igazolt a Vasasba. 1953-ban szerződtette a Sztálinváros. 1955-ben egyszerre több csapathoz is aláírt (Spartacus, DVTK, Tatabánya), ezért februárban az év végéig eltiltották. 1955 augusztusában a büntetés hátralevő részét elengedték és a Csepelhez igazolt. Játékos karrierjét a Veszprémi Vasasban fejezte be.
Pályafutása után felszolgálóként dolgozott, majd a Vasas sportcsarnokának gondnoka, később a labdarúgócsapat szertárosa volt.

### A válogatottban
1958-ban 3 alkalommal szerepelt a válogatottban. Egyszeres ifjúsági válogatott (1947), kétszeres B-válogatott (1951–55).
- 1947. szeptember 14., Bécs: Ausztria ifi – Magyarország ifi 2-1
- 1951. október 14., Budapest, Üllői út: Magyarország B – Csehszlovákia B 4-0
- 1955. október 2, Budapest, Népstadion: Magyarország B – Csehszlovákia B 2-0

## Sikerei, díjai
- Magyar bajnokság
  - bajnok: 1958–59
  - 3.: 1953
- Magyar Köztársasági Sportérdemérem ezüst fokozat (1949)[6]

## Statisztika

### Mérkőzései a válogatottban
| Magyarország | Magyarország         | Magyarország              | Magyarország  | Magyarország | Magyarország | Magyarország  | Magyarország | Magyarország |
| #            | Dátum                | Helyszín                  | Hazai         | Eredmény     | Vendég       | Kiírás        | Gólok        | Esemény      |
| ------------ | -------------------- | ------------------------- | ------------- | ------------ | ------------ | ------------- | ------------ | ------------ |
| 1.           | 1958. szeptember 14. | Chorzów, Stadion Śląski   | Lengyelország | 1 – 3        | Magyarország | barátságos    | -            |              |
| 2.           | 1958. szeptember 28. | Moszkva, Lenin-stadion    | Szovjetunió   | 3 – 1        | Magyarország | NEK-selejtező | -            |              |
| 3.           | 1958. október 5.     | Zágráb, Makszimir-stadion | Jugoszlávia   | 4 – 4        | Magyarország | barátságos    | -            |              |
|              | Összesen             |                           |               | 3            | mérkőzés     |               | 0            | gól          |